# روبرت هوبنر
روبرت هوبنر (بالألمانية: Robert Hübner) (6 نوفمبر 1948 – 5 يناير 2025) هو لاعب شطرنج، وكاتب، وعالم برديات، ومؤرخ، من ألمانيا، ولد في كولونيا. تعلم في جامعة كولونيا.

## روابط خارجية
- روبرت هوبنر على موقع الاتحاد الدولي للشطرنج (الإنجليزية)
- روبرت هوبنر على موقع مباريات الشطرنج (الإنجليزية)
- روبرت هوبنر على موقع 365Chess.com (الإنجليزية)
- روبرت هوبنر على موقع Chesstempo.com (الإنجليزية)
- روبرت هوبنر سجل أولمبياد الشطرنج على موقع OlimpBase.org (الإنجليزية)